# Якість продуктів харчування
Я́кість харчови́х проду́ктів — це сукупність властивостей товарів, що зумовлюють їх придатність задовольняти певні потреби людини. Якість харчових продуктів повинна відповідати вимогам стандартів. Якість будь-якого харчового продукту визнається за характерними для нього властивостями, які називають показниками якості.
Якість харчових продуктів залежить від факторів сфери виробництва і умов вирощування рослинної продукції, якості сировини, напівфабрикатів, технології їхнього оброблення, обладнання; факторів сфери розподілу — якості зберігання, транспортування, реалізації; факторів сфери споживання — якості короткочасного зберігання, споживання і засвоєння.
При порушенні технології виробництва харчових продуктів неможливо отримати продукцію високої якості, навіть якщо використана якісна сировина. Так, недостатній час замішування тіста призводить до утворення непромісу. Правильна упаковка захищає продукти від технічного пошкодження, забруднення, шкідливої дії зовнішнього середовища. Матеріал тари не повинен впливати на колір, смак, запах продуктів, вступати у хімічну реакцію з ними. Правильне транспортування і зберігання продуктів запобігає їхньому псуванню і забрудненню під час перевезення. Процеси, які покращують якість продуктів харчування за допомогою ферментів або мікроорганізмів, дозволяють отримати нові продукти з покращеними смаковими, ароматичними, харчовими та зберігальними властивостями. Процеси, які погіршують якість продуктів харчування, призводять до зниження смакових, ароматичних, харчових і зберігальних властивостей продуктів харчування, а також до утворення токсичних або алергенних речовин. 

## Визначення якості харчових продуктів
Якість харчових продуктів визначають органолептичним і лабораторним методами:
Органолептичний метод — це визначення якості продукції за допомогою органів чуття. Цей метод простий у застосуванні, доступний, не вимагає складного лабораторного обладнання. Недоліком цього методу є суб'єктивні особливості дослідження, неможливість одержання повного уявлення про якість продукту.
Лабораторний метод дозволяє за допомогою приладів, реактивів визначити фізичні (питому вагу, щільність продуктів, температуру їхнього плавлення, в'язкість), хімічні (масова частка вологи, білків, жирів, вуглеводів, мінеральних речовин, шкідливих та отруйних домішок), мікробіологічні (наявність хвороботворних мікроорганізмів і тих, що спричиняють псування продуктів), фізіологічні властивості, енергетичну цінність, засвоюваність тощо.